# 화의 혈
《화의 혈》(花―血, 1911년)은 <매일신보>에 연재된 이해조의 신소설이다. 내용은 불우한 자매의 파란 많은 생애를 그린 것으로 동학란을 전후한 부패한 관료들의 이면상(裏面相)과 기생의 효와 정절이 주류를 이룬다. 특이한 것은 이 작품의 첫머리와 끝에 작자의 소설에 대한 단편적인 문학관이 나타나 있는데, 이는 초보적인 것이기는 하나 소설에 대한 신소설 작가의 희귀한 논평이므로, 문학사적인 자료로서 의의가 있다.

## 참고 문헌
- 이 문서에는 다음커뮤니케이션(현 카카오)에서 GFDL 또는 CC-SA 라이선스로 배포한 글로벌 세계대백과사전의 "화의 혈" 항목을 기초로 작성된 글이 포함되어 있습니다.